# ماساهيرو كاواي
ماساهيرو كاواي (باليابانية: 川相昌弘؛ بالكانا: かわい まさひろ) هو لاعب كرة قاعدة ياباني، ولد في 27 سبتمبر 1964 في Minami-ku, Okayama ‏ في اليابان.

## وصلات خارجية
- ماساهيرو كاواي على موقع الدوري الياباني لكرة القاعدة (الإنجليزية)
- ماساهيرو كاواي على موقعبيزبول رفرنس.كوم (الدوري الثانوي) (الإنجليزية)